# فينسيا (كاليفورنيا)
فينسيا هي حي في مدينة لوس أنجلوس داخل منطقة ويستسايد في مقاطعة لوس أنجلوس، كاليفورنيا.

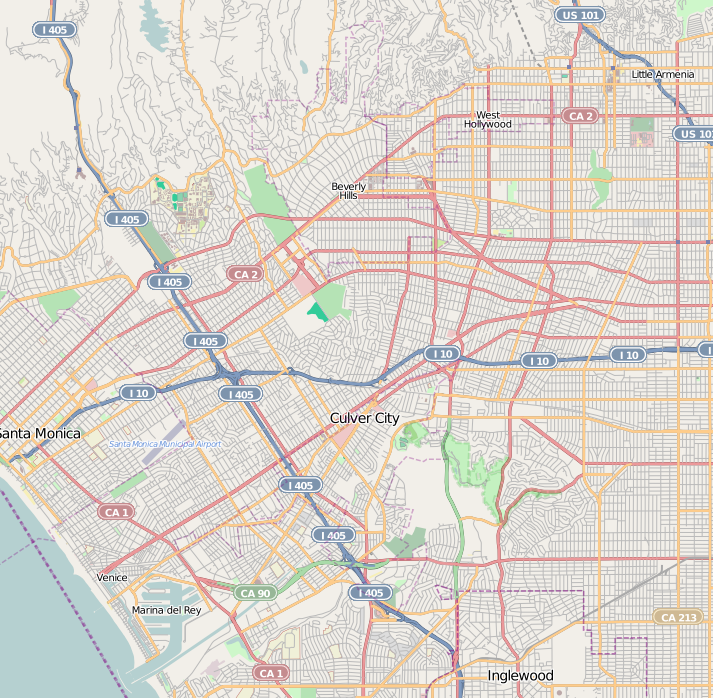
موقع المدينة غربي لوس أنحلوس

تأسست فينسيا من قبل أبوت كيني في عام 1905 كمنتجع ساحلي. كانت مدينة مستقلة حتى عام 1926، عندما اندمجت مع لوس أنجلوس. اليوم أصبحت تعرف فينسيا بقنواتها، والسيرك والشواطئ المحيطة كورنيش يبلغ طوله 4 كم.

## المناخ
مثل باقي أجزاء جنوب كاليفورنيا الساحلية، تتمتع فينسيا بمناخ البحر الأبيض المتوسط الدافئ، حيث أن الشتاء بارد ورطب والصيف دافئ وجاف. درجات الحرارة معتدلة طوال العام، مع أكثر من 300 يوم مشمس في السنة. نتيجة للتأخر الموسمي، يكون الخريف عادة أكثر دفئًا من الربيع. بسبب موقعها الساحلي، يعد ضباب الصباح ظاهرة شائعة في مايو ويونيو، وفي بعض الأحيان في شهري يوليو وأغسطس أيضًا. أعلى درجة حرارة سجلت في الحي هي 39 درجة مئوية (103 فهرنهايت) في 27 سبتمبر 2010، وأدنى درجة حرارة بلغت 0 درجة مئوية (32 فهرنهايت) في 14 يناير 2007.
| البيانات المناخية لـفينسيا        | البيانات المناخية لـفينسيا | البيانات المناخية لـفينسيا | البيانات المناخية لـفينسيا | البيانات المناخية لـفينسيا | البيانات المناخية لـفينسيا | البيانات المناخية لـفينسيا | البيانات المناخية لـفينسيا | البيانات المناخية لـفينسيا | البيانات المناخية لـفينسيا | البيانات المناخية لـفينسيا | البيانات المناخية لـفينسيا | البيانات المناخية لـفينسيا | البيانات المناخية لـفينسيا |
| الشهر                             | يناير                      | فبراير                     | مارس                       | أبريل                      | مايو                       | يونيو                      | يوليو                      | أغسطس                      | سبتمبر                     | أكتوبر                     | نوفمبر                     | ديسمبر                     | المعدل السنوي              |
| --------------------------------- | -------------------------- | -------------------------- | -------------------------- | -------------------------- | -------------------------- | -------------------------- | -------------------------- | -------------------------- | -------------------------- | -------------------------- | -------------------------- | -------------------------- | -------------------------- |
| الدرجة القصوى °ف (°م)             | 88 (31)                    | 88 (31)                    | 94 (34)                    | 95 (35)                    | 90 (32)                    | 90 (32)                    | 92 (33)                    | 93 (34)                    | 103 (39)                   | 101 (38)                   | 95 (35)                    | 86 (30)                    | 103 (39)                   |
| متوسط درجة الحرارة الكبرى °ف (°م) | 66 (19)                    | 66 (19)                    | 67 (19)                    | 68 (20)                    | 69 (21)                    | 72 (22)                    | 75 (24)                    | 77 (25)                    | 76 (24)                    | 74 (23)                    | 70 (21)                    | 66 (19)                    | 70 (21)                    |
| متوسط درجة الحرارة الصغرى °ف (°م) | 49 (9)                     | 50 (10)                    | 51 (11)                    | 53 (12)                    | 56 (13)                    | 59 (15)                    | 62 (17)                    | 63 (17)                    | 62 (17)                    | 59 (15)                    | 53 (12)                    | 49 (9)                     | 56 (13)                    |
| أدنى درجة حرارة °ف (°م)           | 32 (0)                     | 38 (3)                     | 39 (4)                     | 42 (6)                     | 48 (9)                     | 51 (11)                    | 56 (13)                    | 54 (12)                    | 51 (11)                    | 47 (8)                     | 38 (3)                     | 37 (3)                     | 32 (0)                     |
| الهطول إنش (مم)                   | 3.21 (82)                  | 3.47 (88)                  | 2.70 (69)                  | 0.59 (15)                  | 0.27 (6.9)                 | 0.04 (1.0)                 | 0.02 (0.51)                | 0.13 (3.3)                 | 0.16 (4.1)                 | 0.36 (9.1)                 | 1.04 (26)                  | 1.89 (48)                  | 13.89 (353)                |
| المصدر:                           |                            |                            |                            |                            |                            |                            |                            |                            |                            |                            |                            |                            |                            |

## معرض صور

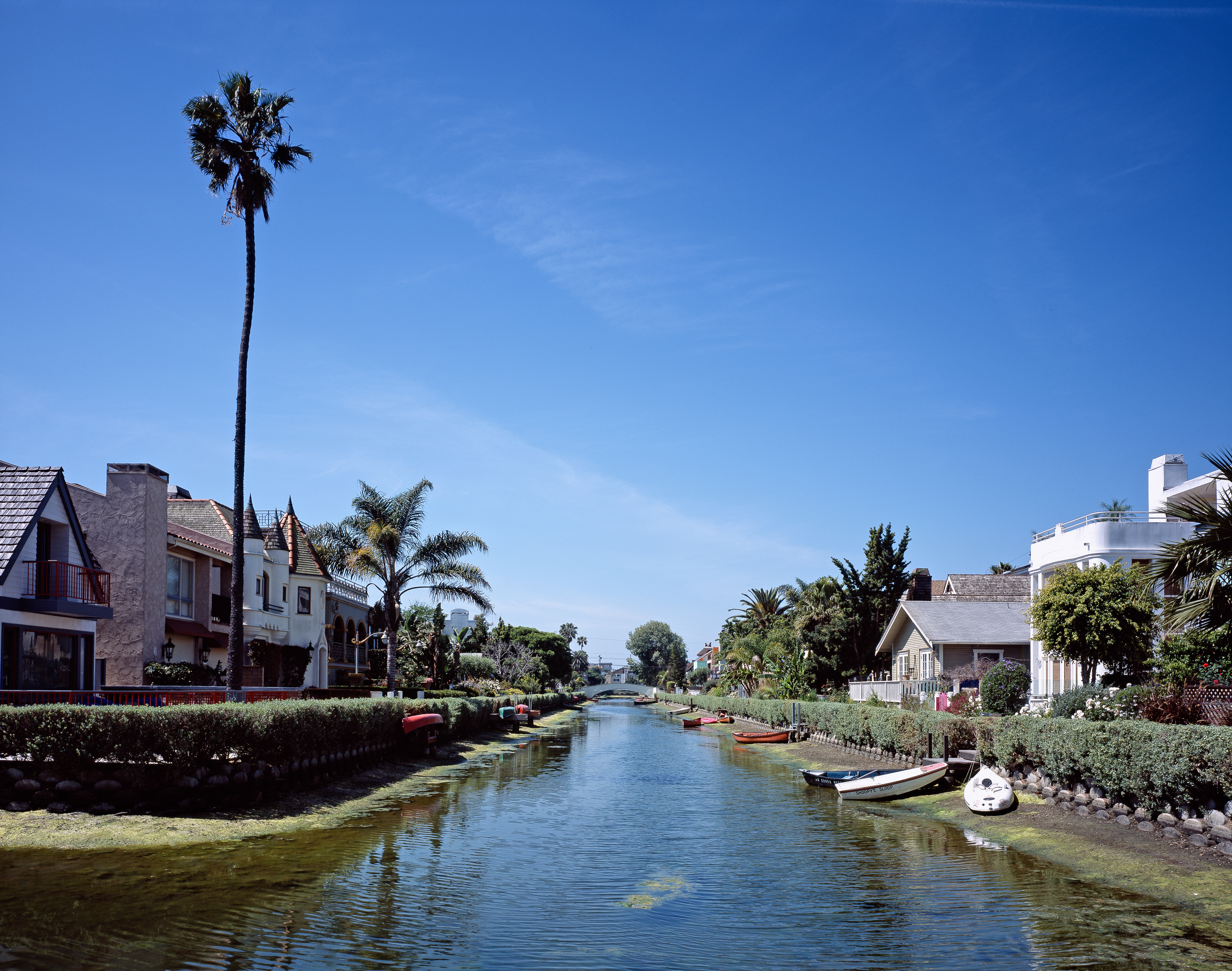
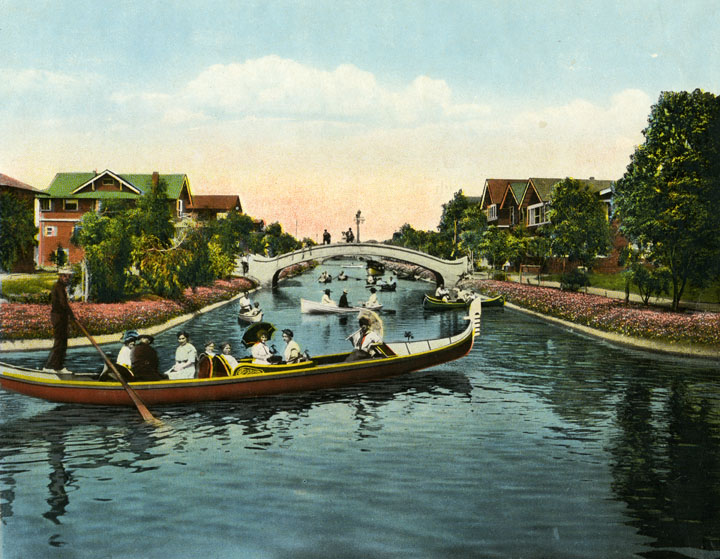
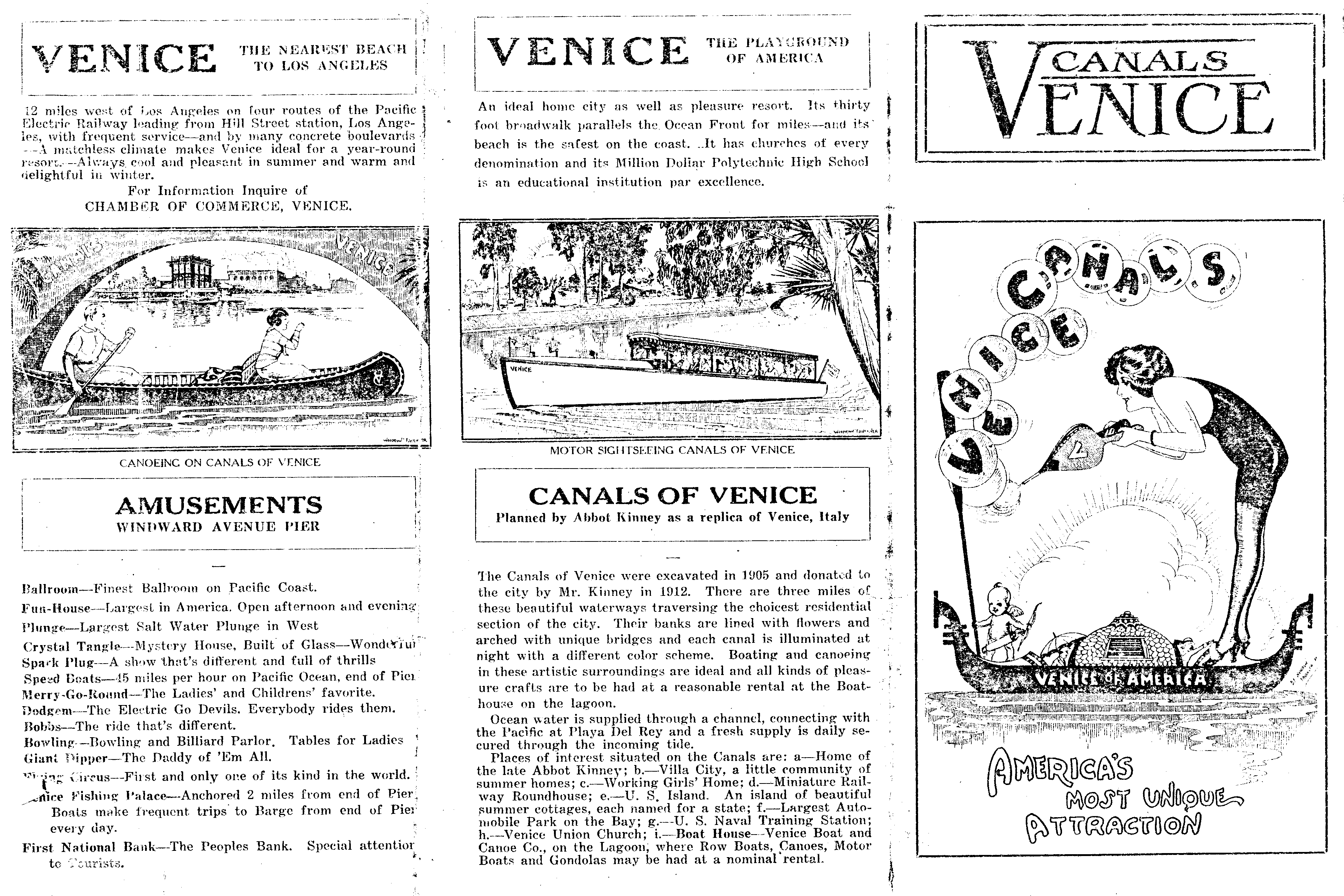
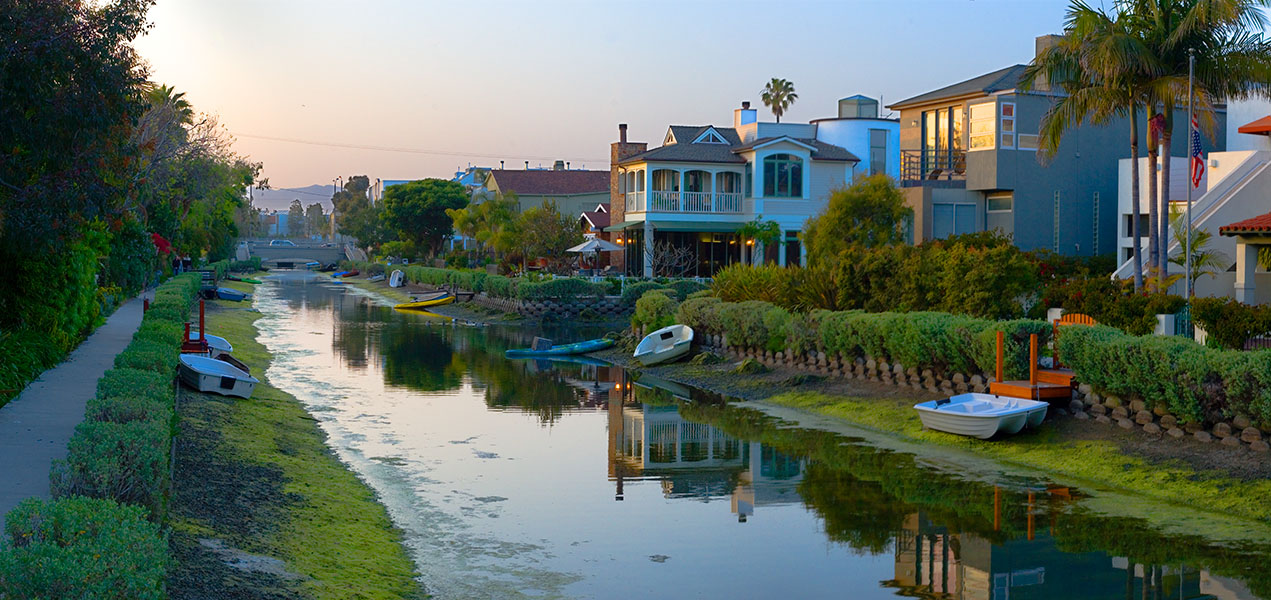

## أعلام
- ستايسي بيرالتا
- ليون كلارك
- غابرييل بورتون
- بيتي ميلر
- ستيفن أوكازاكي
- غاري كولينز
- كورك هوبرت
- كلير أندرسون
- إد موسى
- جيسي إد ديفيس